# Pet Sematary (canción)
Pet Sematary es una canción de la banda de punk Ramones. Publicada dentro del disco Brain Drain en el año 1989. Pertenece también a la banda sonora de la película Pet Sematary basada en la novela homónima de Stephen King. Alcanzó el puesto número 4 en Billboard Modern Rock Tracks. Esta canción junto con Sheena Is a Punk Rocker aparecen en los créditos de la película.

## Historia
La canción fue escrita por Dee Dee Ramone y Daniel Rey a petición expresa de Stephen King, gran seguidor de la banda. En ella se hace referencia a algunos pasajes de película.

## Vídeo
En el vídeo musical la banda aparece cantando en un cementerio dentro de una fosa. Se juega con la idea de la banda viva y ser como fantasmas según las escenas precedentes de la película. En esos momentos dentro de los Ramones se estaba produciendo el abandono de su bajista Dee Dee Ramone

## Versiones
- Backyard Babies en el álbum "tributo a la banda" The Song Ramones the Same.
- Rammstein como la quinto corte de la versión alemana del sencillo Ich will.
- Pain Of Progress en el álbum "Frozen Pain" en versión cover
- Fiskales Ad-Hok en "12_(álbum de Fiskales Ad-Hok)". Versión cover cantada en Español Chileno.
- Plain White T's en "Frankenweenie Unleashed" (2012)